# Rhamnusium bicolor
Rhamnusium bicolor је инсект из реда тврдокрилаца (Coleoptera) и фамилије стрижибуба (Cerambycidae). Припада потфамилији Lepturinae.

## Распрострањење и станиште
Настањује готово целу Eвропу. У Србији је ретко налажен, углавном у брдско-планинском подручју. Може се наћи на деблима и у шупљинама дрвећа.

## Опис
Rhamnusium bicolor је дугaчак 16—24 mm. Ноге и антене су наранџасте, а покрилца црвенкастожута или тамносмеђа, али могу бити и потпуно плава. Грудни сегменти имају по једну задебљалу квргу са стране.